# Erlinsbach (Solothurn)
Erlinsbach is een gemeente en plaats in het Zwitserse kanton Solothurn en maakt deel uit van het district Gösgen.

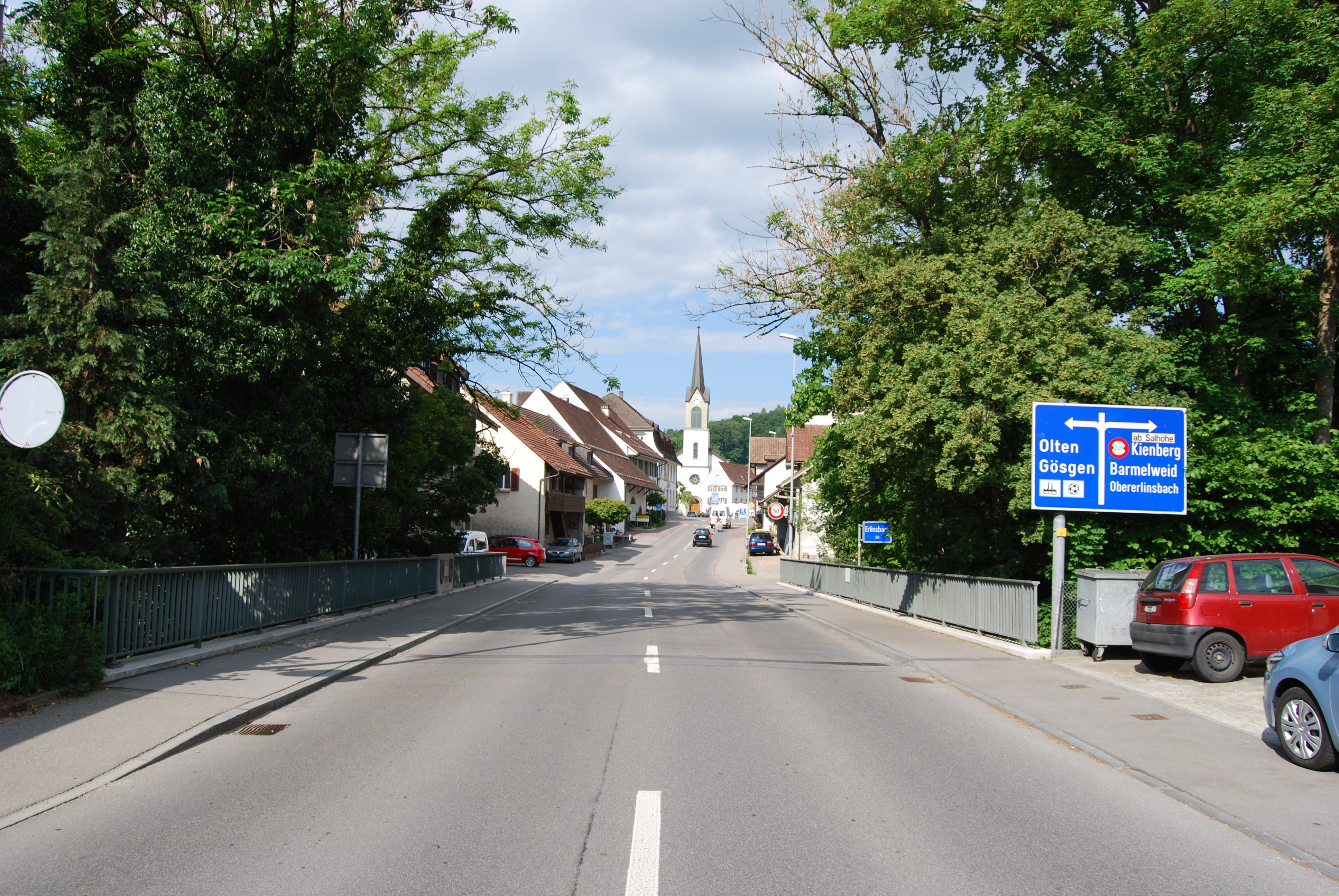
Erlinsbach SO

Erlinsbach SO telt 2937 inwoners.